# Правешка Лакавица
Правешка Лакавица е село в Западна България. То се намира в Община Правец, Софийска област.

## География
Въпреки че селото се намира в центъра на ботевградския Предбалкан, теренът е чисто планински. Живописните издънки и възвишения, образувани при съчленяването на Бърдото от Лакавишкия рид, с рида Комовец и рида Градище ограждат селото от три страни. Най-високите върхове са Голям Боровец, Муртовец и Рупска могила. В насеченото със стръмни рупеи поречие се стичат множество златоносни притоци. В римския период те са били подложени на индустриална експлоатация, но и днес опитен човек лесно може да промие в рамките на един ден до един грам разсипно злато. Естествените гори са основно от бук, но се срещат и дъб, ясен, габър. Иглолистните от черен бор са привнесени преди 60 години, но сега са обект на интензивна сеч. Смята се, че те са причината за безводието в землището. Землището е богато на различни едливи гъби и множество – над 160 вида лечебни растения. Реката е сравнително чиста и е пълна с черна мряна и речен кефал. В горите изобилства дивата свиня, навъртат се сърни, зайци, лисици, язовци и често чакали. Порът и белката редовно навестяват курниците. Орнитофауната е богато застъпена – наблюдават се над 180 птици. Тук от защитените видове гнездят шест двойки големи ястреби и три двойки черни щъркели. Особено любопитно е наличието на най-малкия представител на богатото семейството кълвачи – горското зидарче. По реката често плавно се носи сивата чапла. Единствената пещера в целия Лакавишки рид – Альова дупка се намира в подножието на връх Чичера, на който около 1832 г. е била построена първата вятърна мелница в околията. Пещерата понастоящем се ползва за учебни цели от екологично сдружение „Предбалкан“, чието зелено седалище и Посетителски информационен център са на разположение на интересуващите се туристи и гости и се намират непосредствено над площада на селото. Към Екосдружението, през 2009 г. е създаден Център за професионално обучение по Екология, Екотуризъм и Кинология, лицензиран от Министерството на образованието и науката. В него се обучават както българи, така и чуждестранни курсисти.

## История
Село Правешка Лакавица възниква от обединяването на кошари и отделни колиби на жителите на с. Правец. През 1910 г. тези колиби се обособяват в отделна селска община.

## Личности
- Стамен Стаменов (1922 – 1981), министър